# Rambler Classic
El Rambler Classic es un automóvil de tamaño mediano que fue construido y vendido por American Motors Corporation (AMC) desde los años del modelo de 1961 a 1966. El Classic sustituyó a los modelos Rambler Six y Rambler Rebel V-8, que se dejaron de producir a finales de 1960.
Se introdujeron versiones sedán y familiar de cuatro puertas y seis pasajeros, y se agregaron estilos de carrocería adicionales. Las variantes de dos puertas estuvieron disponibles como un sedán con "pilares" en 1963, así como un modelo de capota rígida deportivo sin pilares intermedios. También estuvo disponible un descapotable en las gamas de los años 1965 y 1966.
La revista Motor Trend seleccionó la línea Classic de AMC como Coche del Año en 1963.
El nombre Rebel reemplazó a la denominación Classic en los coches de tamaño intermedio completamente rediseñados de AMC para el año modelo de 1967, y para 1968 la línea Rambler Rebel pasó a llamarse AMC Rebel, cuando la compañía comenzó el proceso de eliminación gradual de la marca Rambler.
Durante su vida en la línea de modelos de AMC, el Classic se convirtió en el principal coche de gran volumen de ventas de la compañía.

## Primera generación
El Rambler fue el foco de gestión estratégica de AMC bajo el liderazgo de George Romney. American Motors diseñó y fabricó algunos de los coches más eficientes en combustible, mejor diseñados y mejor fabricados de las décadas de 1950 y 1960. Sus compactos (para los criterios de la época) contribuyeron a que AMC a lograra éxitos en ventas y ganancias corporativas. En 1961, la marca Rambler ocupó el tercer lugar en las ventas de automóviles nacionales, detrás de Chevrolet y Ford.
Los Rambler estaban disponibles en dos tamaños y se basaban en diferentes plataformas. La serie de mayor tamaño se basó en un diseño de 1956 y se renombró como Classic para el año modelo de 1961, con el fin de ayudar a crear una identidad individual más fuerte y un contraste con la línea de los Rambler American, más pequeños. Edmund E. Anderson de American Motors diseñó los nuevos Rambler con una distancia entre ejes de 108 pulgadas (2743 mm) "que parecían nuevos y frescos, pero que de hecho eran modelos económicos rediseñados".

### 1961

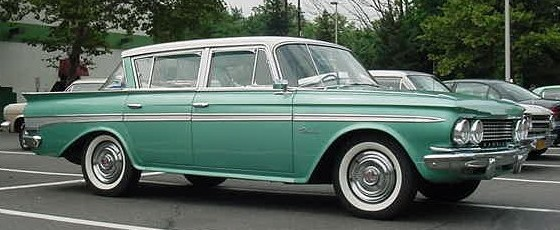
Rambler Classic sedán de 1961

El Classic de 1961 presentaba una nueva parte delantera con una parrilla rectangular de aluminio extruido de una pieza, nuevos guardabarros, capó, paneles de las puertas perfilados y molduras laterales, así como parachoques de una pieza. Los modelos incluían el Deluxe, el Super y el Custom (con asientos baquet en un sedán de cuatro puertas). El precio recomendado para el sedán Deluxe básico de cuatro puertas era de 2.098 dólares, y solo 339 más para un familiar.
En 1961, el Classic estaba disponible con un motor I6 de 195,6 plg³ (3,2 L) o con un motor V8 de 250 plg³ (4,1 L). Una versión 80 libras (36,3 kg) más ligera con bloque de aluminio del motor I6 OHV, a veces denominada 196, se ofreció como opción en los modelos Deluxe y Super. El bloque de aluminio conformado mediante fundición a presión disponía de camisas de hierro alrededor de los cilindros y una culata de aleación de hierro fundido, y producía la misma potencia (127,5 caballos (95 kW)) que la versión con el bloque de fundición de hierro.
American Motors "desafió a sus detractores" con su énfasis en los automóviles económicos y de tamaño compacto, logrando un total de ventas de 370.600 vehículos en 1961, "elevando al Rambler a un tercer lugar sin precedentes en las listas, detrás de Chevrolet y Ford".

### 1962

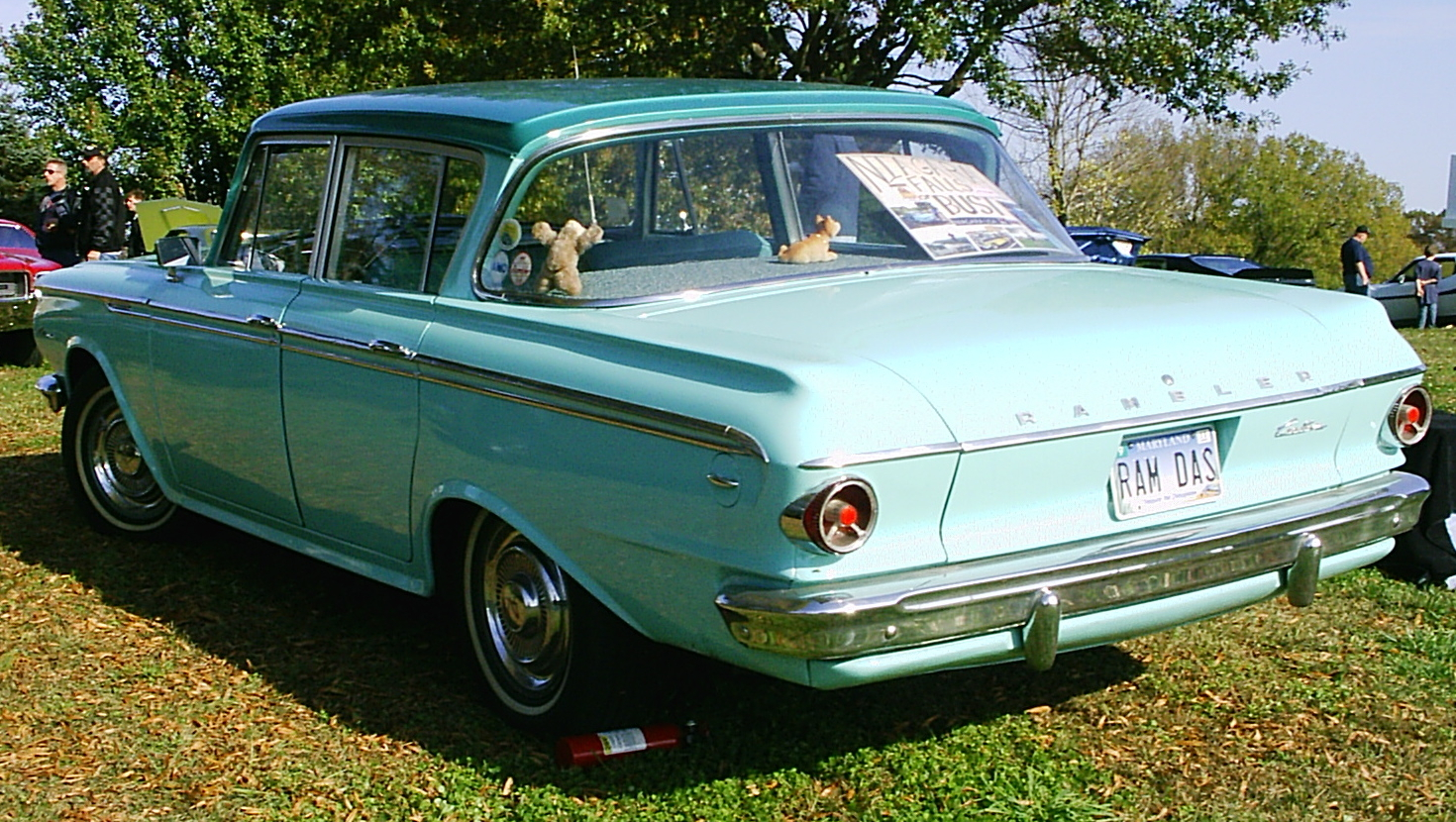
Rambler Classic sedán de 4 puertas de 1962

Para el año modelo de 1962, los modelos Super se abandonaron y se reemplazaron por un modelo denominado 400. También para 1962, los modelos Ambassador (el buque insignia de la gama de AMC) se acortaron para adoptar la misma distancia entre ejes de 108 pulgadas (274,3 cm) que los Classic, al mismo tiempo que el motor V8 ya no estaba disponible en los Classic, por lo que los Ambassador se convirtieron en los únicos modelos con el V8 en la gama AMC. El estilo de carrocería sedán de dos puertas del Rambler Classic fue una oferta única de un año para 1962.
La parrilla delantera se modificó para 1962, pero se mantuvieron las letras Rambler independientes en la parte inferior central. La parte trasera revisada recibió nuevas luces redondas, mientras que las anteriores aletas se "recortaron". El Rambler fue uno de los últimos coches en incorporar el diseño con aletas traseras, y se convirtió en uno de los primeros en "eliminarlas y construir automóviles con un diseño más limpio, simple y ordenado". Los puntos de sujeción de la ventana superior de la puerta trasera también se redondearon para 1962.
A partir de aquel año, AMC asumió un papel de liderazgo con sistemas de frenos más seguros en todos los Rambler, en los que se dispusieron frenos hidráulicos de doble circuito, un diseño que solo ofrecían unos pocos coches en aquel momento. Los Classic con transmisión automática continuaron usando botones montados en el lado izquierdo del tablero con una lengüeta deslizante separada para la posición de "estacionamiento". El motor de bloque de hierro fundido de seis cilindros era estándar en los modelos Deluxe y Custom, con la versión de aluminio opcional. El 400 recibió el bloque de aluminio, pero el de hierro fundido era una opción sin costo. Otras mejoras para 1962 incluyeron una reducción de precio de 176 dólares en el popular sedán Custom Classic.
La popularidad del Classic de tamaño compacto continuó frente a una docena de nuevos competidores. Sus ventas del año modelo de 1962 aumentaron en más de 56.000 unidades en los primeros seis meses en comparación con el mismo período en 1961. Una encuesta nacional realizada por la revista Popular Mechanics entre los propietarios que habían conducido sus coches un total de 1 227 553 millas (1 975 550,1 km) reveló que el Rambler era agradable y fácil de conducir, brindando estabilidad y conducción cómoda y espaciosa, y con un bajo costo. Entre los fallos señalados figuraban una potencia a veces escasa y la manufactura deficiente.

#### Centaur
American Motors destacó el Rambler Centaur en el Salón del Automóvil de Chicago de 1962 en una plataforma elevada en el centro del área de exhibición del fabricante de automóviles. Este modelo estaba basado en un sedán de dos puertas, y "no se veía muy diferente de los modelos de producción regulares".

## Segunda generación
Para el año modelo de 1963, la línea Rambler Classic fue completamente rediseñada, adoptando una carrocería con un sutil aspecto escultural. El director de diseño saliente, Edmund E. Anderson, dio forma al Classic que fue nombrado "Auto del año" en 1963 por la revista "Motor Trend". Estos también fueron los primeros modelos de AMC influidos por Dick Teague, el nuevo diseñador principal de la compañía, quien "convirtió estos autos económicos en bellezas suaves y aerodinámicas con toneladas de opciones y la potencia de los motores V-8".
Al tener un tamaño adecuado para los mercados internacionales, este Rambler se ensambló en varios países. En Europa, Renault construyó este automóvil en su planta de Haren (Bélgica) y lo comercializó como un automóvil de lujo, llenando el vacío por encima del pequeño Renault Dauphine.
Los Classic de 1963 también fueron los primeros coches completamente nuevos desarrollados por AMC desde 1956. Manteniendo la filosofía de la compañía, eran más compactos: más cortos y más estrechos en una pulgada (25 mm), así como más de dos pulgadas (56 mm)) más bajos que los modelos precedentes; pero no perdieron nada de su espacio "tamaño familiar" para los pasajeros o capacidad para el equipaje, con una distancia entre ejes 112 pulgadas (2845 mm) más larga.

### 1963

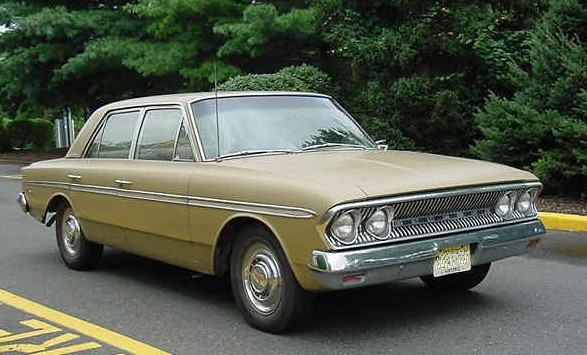
Rambler Classic 770 sedán de 1963

Los automóviles "sénior" de American Motors (Classic y Ambassador) compartían la misma distancia entre ejes y partes de la carrocería, con solo diferencias en los accesorios y en los niveles de equipamiento estándar para distinguir los modelos. Los Classic venían como sedanes de dos y cuatro puertas con pilares intermedios, así como en familiares de cuatro puertas. Las designaciones de modelo ahora se convirtieron en "una designación de modelo de tres números similar a la de Mercedes" que va desde el 550' más bajo (esencialmente automóviles de flota), 660, hasta el más alto 770 (reemplazando a las versiones Deluxe, Custom y 400).
Al igual que en 1962, los Classic de 1963 estaban disponibles inicialmente solo como modelos con el motor de 195,6 plg³ (3,2 L) y 6 cilindros en línea. La potencia del motor AMC V8 de 327 plg³ (5,4 L), estándar en los Ambassador, fue la principal característica que los hacía distintos de la línea de modelos Classic.
A mediados de 1963, se anunció una nueva opción de motor V8 de 287 plg³ (4,7 L) para los modelos Classic. Los Rambler Classic equipados con el V8 de 198 HP (148 kW; 201 CV) combinaban un buen rendimiento con un buen consumo; incluso con la transmisión automática "Flash-O-Matic" opcional de Borg-Warner, y alcanzaban de 0 a 60 mph (0 a 97 km/h) en aproximadamente 10 segundos. Su consumo estaba comprendido entre 16 millas por galón americano (14,7 L/100 km) a 20 millas por galón americano (11,8 L/100 km).
Los nuevos coches AMC incorporaron numerosas soluciones de ingeniería, como los vidrios laterales curvados, siendo uno de los primeros coches de precio popular con esta característica. Otro avance de ingeniería fue la combinación de partes separadas en la carrocería monocasco (construcción de unidades) en estampados únicos. Un ejemplo fue el marco de la puerta "uniside" que se hizo con un solo estampado de acero. No solo reemplazó 52 piezas y redujo el peso y los costos de montaje, sino que también aumentó la rigidez estructural y proporcionó un mejor ajuste de las puertas.
La ingeniería imaginativa de American Motors llevó a la revista Motor Trend a otorgar al Classic, y a los modelos Ambassador similares, su premio de Coche del año para 1963. El premio de Motor Trend "se basa en el progreso puro en el diseño, nos gusta asegurarnos de que el automóvil sea también digno del título en las áreas críticas de rendimiento, fiabilidad, valor y satisfacción del comprador potencial".

### 1964

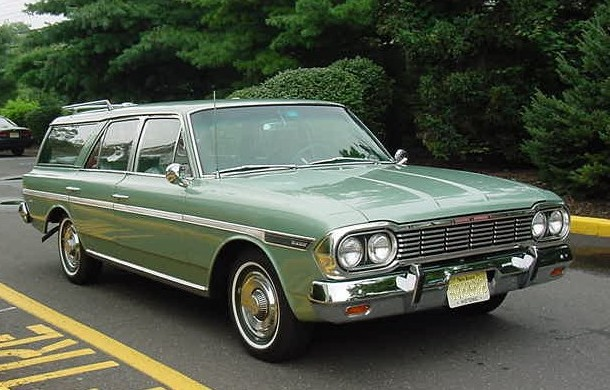
Rambler Classic 770 familiar de 1964

Los Classic del año modelo 1964 se refinaron con molduras de acero inoxidable, una parrilla de aluminio de un solo plano al ras que reemplazó el diseño cóncavo profundo del año anterior y luces traseras ovaladas que reemplazaron las lentes empotradas del modelo de 1963. Los Classic con asientos envolventes y un motor V8 se podían pedir con una nueva transmisión automática de tres velocidades "Shift-Command" montada en el centro de la consola que se podía accionar manualmente.
Un nuevo modelo de dos puertas se unió a la línea, pero solo disponible en la versión superior 770. El techo rígido sin columnas intermedias ofrecía una gran superficie acristalada, y "sus ventas fueron rápidas". Una versión deportiva, la 770-H, presentaba asientos baquet reclinables ajustables individualmente, así como una consola central. Los consumidores continuaron percibiendo a los Rambler como coches económicos, y los modelos con motor de seis cilindros en línea se vendieron más que las versiones con motor V8.

#### Typhoon

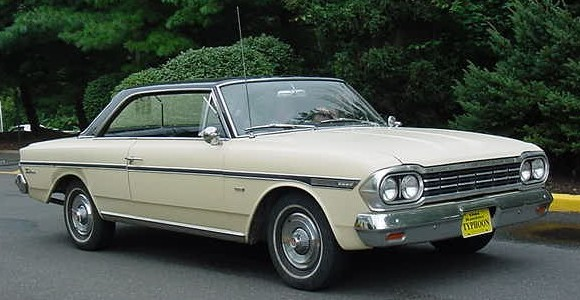
Rambler Typhoon de dos puertas hardtop de 1964

American Motors dio a conocer el Typhoon en abril de 1964. Esta introducción del modelo de mediados de 1964 fue una variante deportiva del Classic 770 con capota rígida de 2 puertas. Este modelo especial se presentó para resaltar el completamente nuevo motor "Typhoon", un propulsor AMC de seis cilindros en línea y 232 plg³ (3,8 L); cuyo diseño de carrera corta, siete rodamientos principales y una relación de compresión de 8,5:1 le permitía rendir 145 HP (108 kW; 147 CV).
La producción de este modelo conmemorativo se limitó a 2.520 unidades, y solo estuvo disponible en una carrocería Solar Yellow de dos tonos con un techo Classic Black y un interior deportivo totalmente de vinilo por 2.509 dólares. El automóvil también presentaba un rótulo distintivo especial con la palabra "Typhoon" en lugar de la insignia con el nombre "Classic" habitual, así como una calandra especial con tonos oscuros. Todas las demás opciones de AMC (excepto las opciones del motor y los colores) estaban disponibles en el Typhoon.
El motor se convirtió en el principal motor de seis cilindros de los vehículos AMC y Jeep. Fue producido, aunque en una forma modificada, hasta el año 2006. El nombre del motor 232 I6 pronto se cambió a "Torque Command", con Typhoon para describir la nueva línea de motores V8 de AMC presentada en 1966.

#### Cheyenne
AMC utilizó el Salón del Automóvil de Chicago de 1964 para exhibir el Rambler Cheyenne, presentándolo en un recinto construido con tablones de pino nudoso. El prototipo estaba basado en el familiar Classic Cross Country de primera línea, con un acabado en blanco que resaltaba su moldura de aluminio anodizado en tono dorado dispuesta en la parte superior de los costados de la carrocería (reemplazando la lanza lateral que era estándar en el 770), así como una moldura dorada a juego en la parte inferior del portón entre las luces traseras. Este fue uno de los conceptos de AMC exhibidos en el Salón de Chicago, en el que también estaba presente el fastback AMC Rambler Tarpon y el convertible Rambler Carrousel, pero el Cheyenne probablemente fue más importante porque AMC "realizó muchos coches de exhibición especialmente diseñados y basados en modelos ya en producción", dado el gran número de modelos de familiares que vendió.

## Tercera generación
Los Classic del año modelo 1965 se sometieron a un importante rediseño debido a la neva plataforma que se introdujo en 1963; esencialmente el diseño de 1963-1964 adoptó un nuevo perfil rectilíneo, similar al de los Ambassador. El nuevo diseño de la chapa metálica se aplicó a la distancia entre ejes de 112 plg (284,5 cm) original y al bastidor de carrocería integral largo de 195 plg (495,3 cm), pero con solo el techo, las puertas y el parabrisas como remanentes del diseño anterior. Sin cambios quedó el sistema de suspensión, que incluía una transmisión por tubo de empuje con muelles helicoidales con una suspensión Panhard.
El Rambler Classic ahora era más corto que la línea Ambassador, además de visualmente distinto, pero aún compartía la estructura básica de la carrocería desde la parte trasera del parabrisas. Por primera vez, un modelo descapotable estaba disponible en la versión de acabado 770, del que se eliminó el sedán de dos puertas.

### 1965

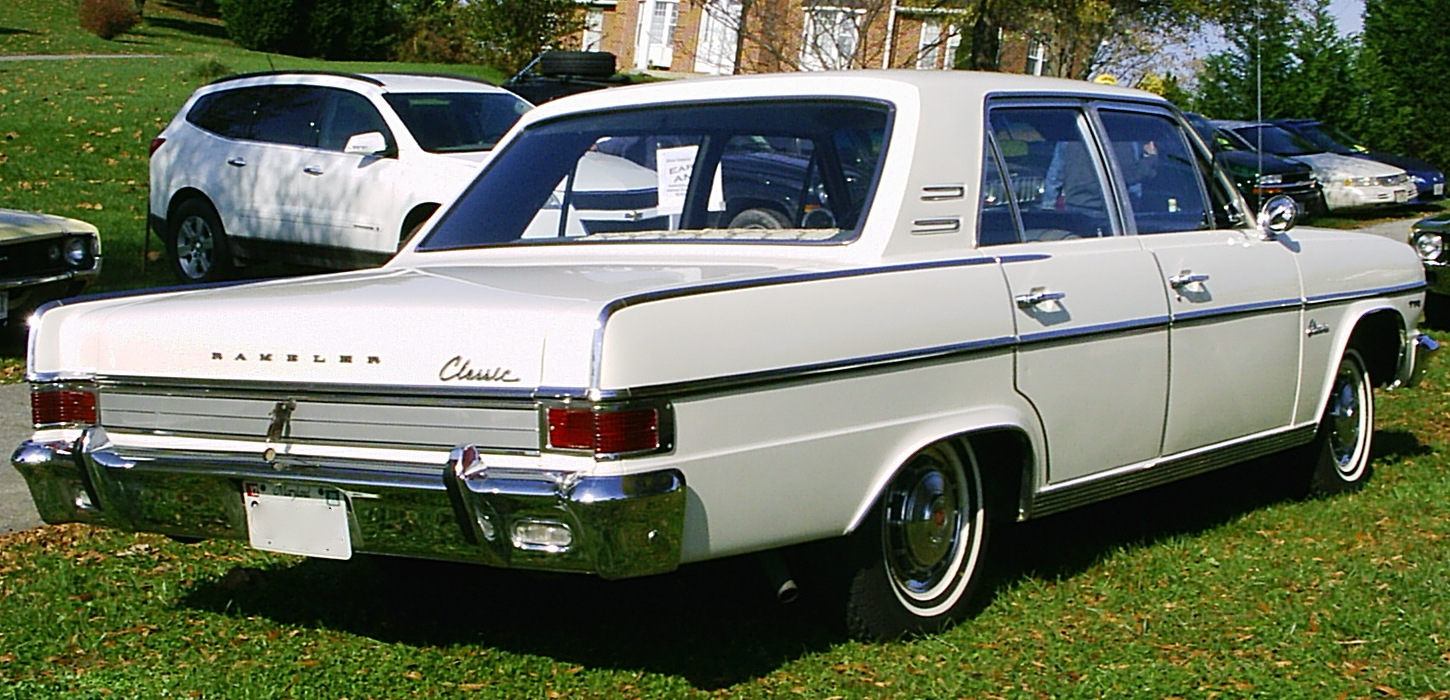
Rambler Classic 770 sedán de 1965

Los modelos Classic de 1965 se anunciaron como los "Sensible Spectaculars", con énfasis en su nuevo estilo, motores potentes y sus opciones ampliadas de comodidad y carácter deportivo, en contraste con la imagen anterior de "automóvil económico".
American Motors ahora solo ofrecía su diseño del nuevo motor de seis cilindros en línea, retirando las antiguas versiones de 195,6 plg³ (3,2 L). Los modelos Classic base 550 de 1965 presentaban el moderno y económico motor de seis cilindros de 199 plg³ (3,3 L) y 128 HP (95 kW; 130 CV), que era básicamente un motor 232 rebajado. Las series 660 y 770 recibieron el I6 de 232 pulgadas cúbicas (3,8 L) y 145 HP (108 kW; 147 CV), mientras que la versión de 155 HP (116 kW; 157 CV) era opcional. Además, los motores V8 de 287 plg³ (4,7 L) y 198 HP (148 kW; 201 CV), o de 327 plg³ (5,4 L) y 270 HP (201 kW; 274 CV) eran opcionales.
La revista Popular Science informó que "se puede tener un Classic de 1965 como un automóvil económico que ahorra dinero o como un vehículo de alto rendimiento". Las opciones adicionales para mejorar el rendimiento disponibles en 1965 incluyeron frenos de disco delanteros eléctricos con pinzas de cuatro pistones, suministrados por Bendix. Los frenos de tambor estándar en las 4 ruedas también continuaron presentando el sistema de "doble seguridad" de AMC. Este sistema de cilindro maestro doble solo estaba disponible en un automóvil fabricado por los "Tres grandes": el Cadillac.

#### Marlin
El 1 de marzo de 1965, durante la mitad del año del modelo, AMC presentó el Rambler Marlin, un buque insignia para la empresa. El diseño fastback utilizaba la plataforma del Rambler Classic. Comercializado como automóvil de lujo personal, el Marlin tenía un estilo único y presentaba una variedad excepcional de equipamiento estándar.

#### Rambler Hialeah
Se hizo campaña para el circuito de salones del automóvil de 1965 con un Rambler Classic de techo rígido de dos puertas especialmente preparado. El exterior se terminó en amarillo iridiscente. Era el tratamiento interior lo que diferenciaba al prototipo, con su moldura amarilla y verde "Hialeah Plaid". Los paneles de las puertas y los cojines de los asientos individuales eran de cuero genuino, mientras que los asientos presentaban inserciones de tela de seda escocesa amarilla y verde tejidas en Tailandia. El mismo material también se usó para los vestidos que usaron las modelos situadas junto a los coches durante los días de exhibición. La reacción del público al diseño interior de tartán fue favorable. Este estudio de mercado dio como resultado que AMC ofreciera una nueva tapicería de tela escocesa personalizada, junto con dos cojines a juego, como una opción para el modelo de techo rígido Classic Rebel de 1966.

### 1966

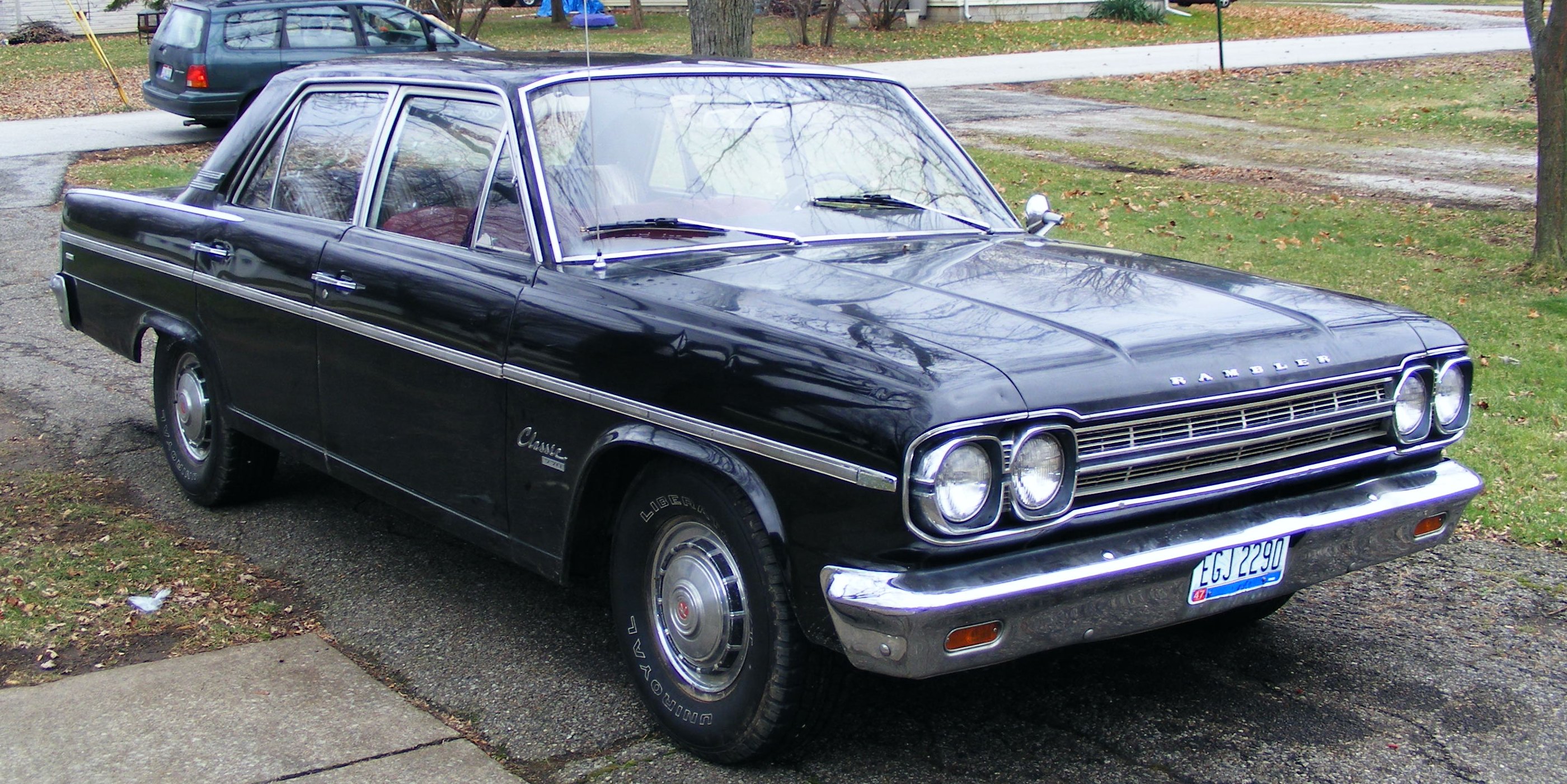
Rambler Classic 770 sedán de 1966

El Rambler Classic del año modelo de 1966 recibió cambios menores en el acabado y características de seguridad estándar adicionales, que incluyeron tablero y viseras acolchados, espejo exterior izquierdo, así como cinturones de seguridad para los pasajeros delanteros y traseros. El nivel de equipamiento medio del 660 se eliminó, dejando solo los modelos 550 y 770 para 1966. Por primera vez estuvo disponible una transmisión manual de cuatro velocidades montada en el suelo y un cuentarrevoluciones montado en el tablero.
Los Classic fueron objeto de una atención especial en el estilo de los techos. Así, los modelos de techo rígido de dos puertas recibieron una ventana trasera rectangular y una línea del techo de "línea nítida" más formal y angular que se podía cubrir con molduras de vinilo. Los sedanes tenían un color de techo "halo" en contraste con la carrocería, delineado con molduras opcionalmente. El área del techo del familiar sobre el compartimiento de carga estaba al mismo nivel que el resto del techo, y ya no estaba hundido como en años anteriores. Los familiares llevaban la insignia Cross Country y disponían de un de espacio de carga de 83 pies cúbicos (2350,3 L), así como de un portaequipajes estándar. Había dos capacidades de asientos disponibles: una versión estándar para seis pasajeros con dos filas de asientos con un puerta desplegable con bisagras en la parte inferior que incorporaba una ventana trasera completamente retráctil para acceder a la carga, o en una versión opcional para ocho pasajeros con tres filas de asientos (la tercera mirando hacia atrás) y una quinta puerta trasera con bisagras en el lado izquierdo.
El nombre Classic ya no se consideraba un factor positivo en el mercado y AMC comenzó a reorganizar los nombres de los modelos en 1966.

#### Rambler Rebel

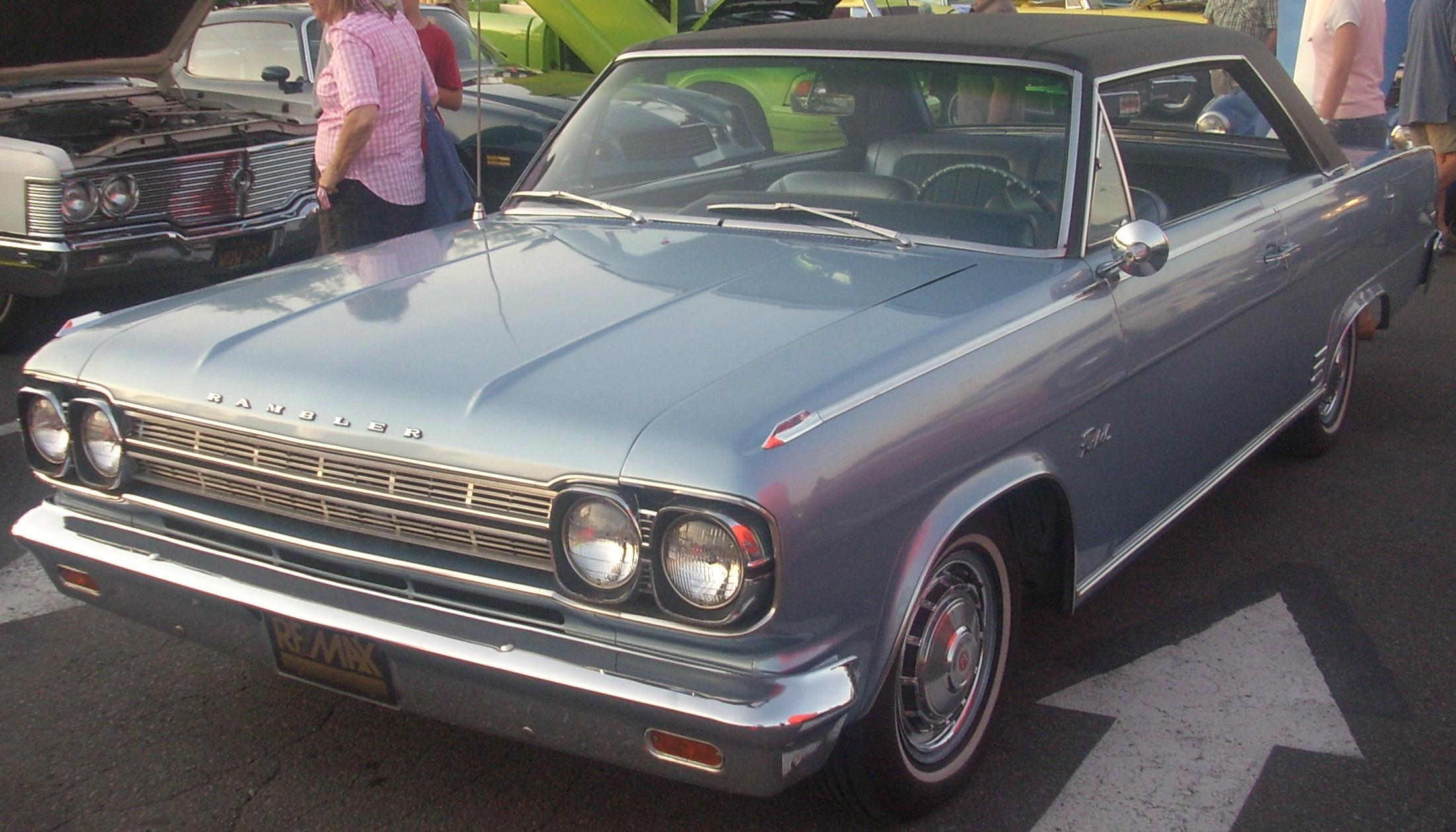
Rambler Rebel 2-puertas hardtop de 1966

Se ofreció una versión de primera línea del Classic con techo rígido de dos puertas con el nombre histórico de Rambler Rebel. Reemplazó al 770-H y presentaba insignias especiales y asientos envolventes de tipo delgado estándar con tapicería a cuadros opcional con dos almohadas a juego. La reacción del público al toque tartán que apareció en algunos de los coches de exhibición del "Proyecto IV" de AMC se consideró lo suficientemente favorable como para hacer que estuviera disponible en el techo rígido del Rebel.
Sirviendo como un ejemplo para verificar cómo los productos AMC a veces eran ridiculizados por la prensa automotriz, la revista Popular Science escribió que el nuevo "Rambler Rebel revela un interés repentino en el rendimiento, pero su aspecto no puede evitar el diseño obsoleto de la suspensión del automóvil". Sin embargo, AMC se mostró reacio a renunciar a su diseño de suspensión diseñado por Nash, que empleaba delante un sistema de tipo puntal y un sistema de tracción trasera tipo panhard controlado por tubo de empuje, ambos con resortes helicoidales largos para colocar los apoyos superiores de los resortes más arriba en la carrocería del automóvil. Esta característica se había adoptado para permitir una calidad de conducción más suave y un mejor manejo al reducir el apalancamiento geométrico del centro de gravedad del automóvil, con el fin de lograr un menor balanceo de la carrocería en las curvas. Lo que se etiquetó como "obsoleto" se contrasta al observar cómo General Motors empleó un sistema de suspensión similar en su Camaro de tercera generación y en el Pontiac Firebird casi veinte años después, que disponía de un eje delantero con suspensión MacPherson y un eje motriz trasero montado con tirantes de reacción.

#### Rambler St. Moritz
Se exhibió un prototipo personalizado junto con los modelos de producción en serie durante el circuito de salones del automóvil de 1966, un familiar inspirado en la temática de la nieve y el esquí  denominado Rambler St. Moritz. El coche disponía de tres filas de asientos y presentaba ventanas panorámicas laterales traseras polarizadas, que se curvaban hacia arriba y hacia el techo. El techo restante sobre el área de carga se terminó con una chapa pulida de acero inoxidable, y se equipó con un portaesquís especial. El exterior era de un color azul hielo claro iridiscente, mientras que el interior azul oscuro del automóvil presentaba una tapicería de cuero sintético con un copo de nieve de hilo metálico bordado en cada respaldo de asiento.

## Mercados internacionales

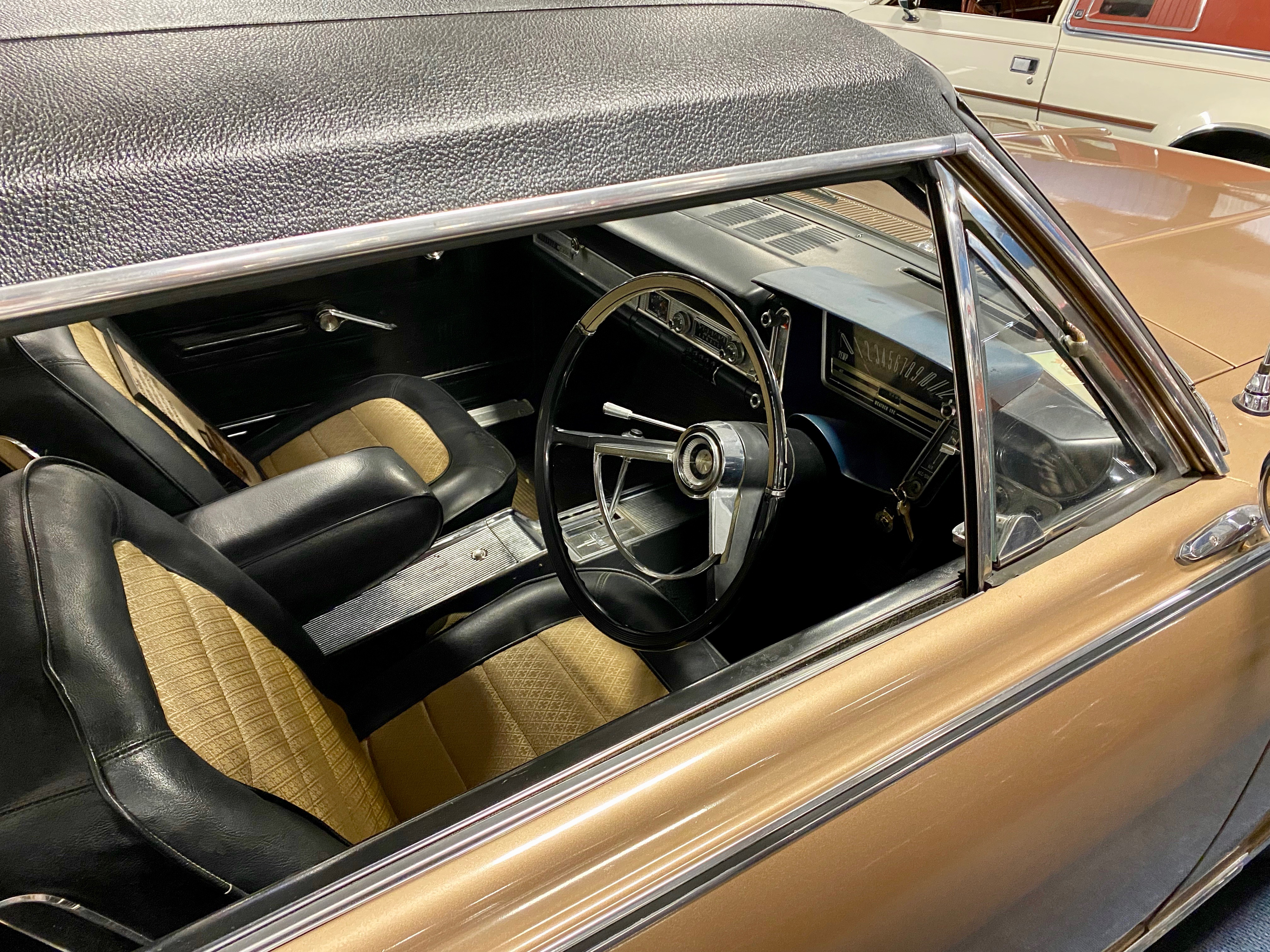
Las versiones con volante a la derecha de tercera generación utilizaron el panel de instrumentos de la segunda generación

Además de las exportaciones directas desde los Estados Unidos, AMC participó directamente o utilizó licenciatarios en varias empresas comerciales en el extranjero para la producción o distribución de los Rambler Classic. Los coches se comercializaron en varios mercados internacionales.

### Canadá
American Motors estableció una planta de ensamblaje de vehículos en Brampton (Ontario), Canadá en 1961 para ensamblar vehículos AMC destinados al mercado canadiense. Dado que Canadá es un país de la Commonwealth, la factoría de Brampton también se comprometió a exportar vehículos completos a mercados con volante a la derecha, incluido el Reino Unido. Por ejemplo, los registros de la planta de Brampton muestran que en 1964 se exportaron 129 RHD Rambler American y 255 RHD Rambler Classic, de los cuales la mayoría se exportó al Reino Unido.

### Argentina

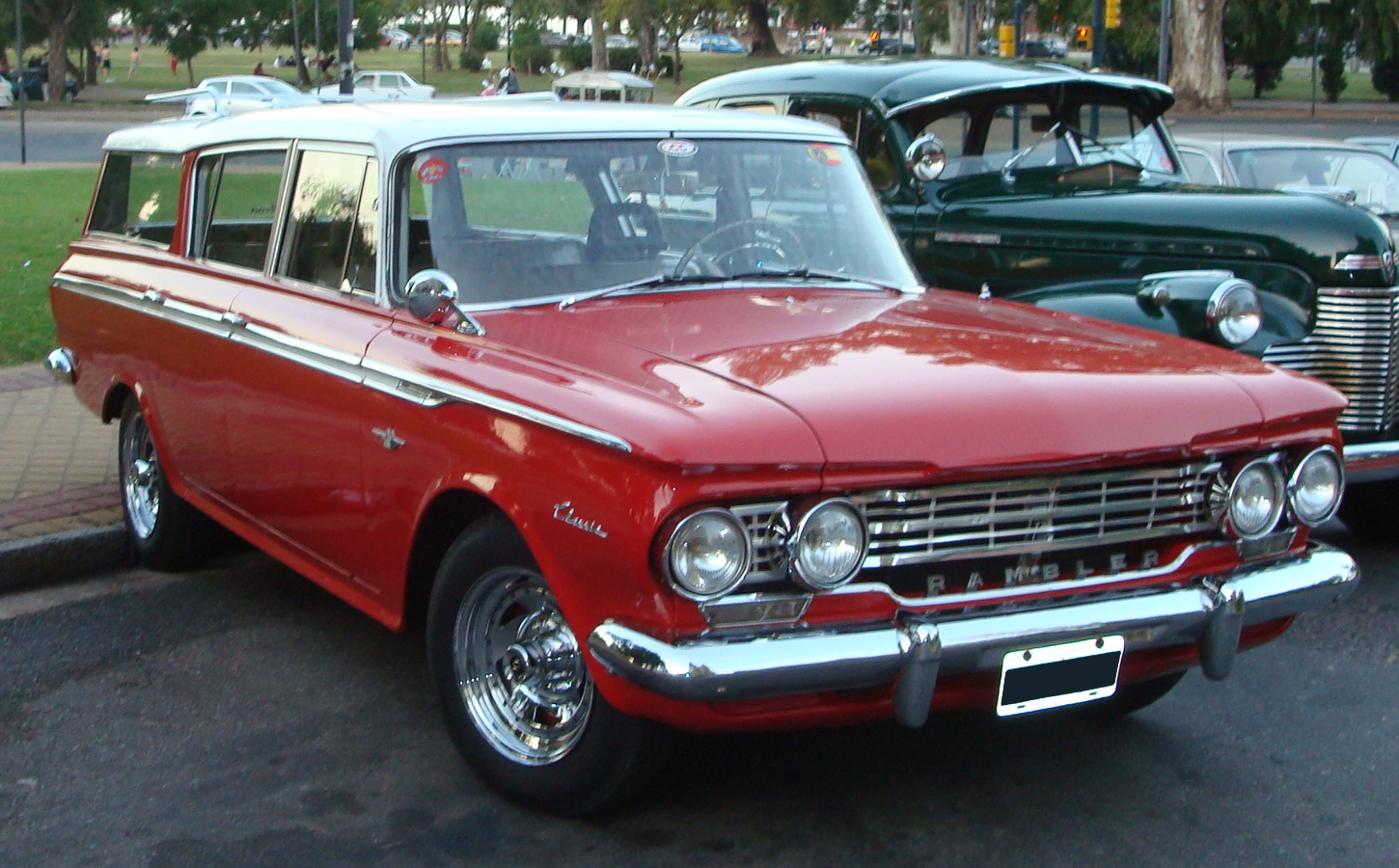
IKA Rambler Cross Country en Argentina

Industrias Kaiser Argentina (IKA) produjo los Rambler Classic en Córdoba de 1962 a 1971. Se fabricaron los modelos sedán de cuatro puertas y familiares, vendiéndose el sedán como "Classic", mientras que el familiar se vendió con el nombre de "Cross Country". Cada automóvil recibió una nomenclatura numérica, según el nivel de equipamiento: "400", "440", "550", "660" y "990". Todos fueron impulsados por los motores "Tornado Interceptor" I6 OHC de 3,77 L (230 plg³) que fueron desarrollados originalmente por Kaiser Motors en los EE. UU. para los Jeep Gladiator de 1963 y los Jeep Wagoneer. Este motor se produjo posteriormente en Argentina y aumentó el contenido nacional (de los componentes de origen local) de los automóviles para obtener concesiones arancelarias en los componentes importados de AMC.
En 1963, el modelo más vendido en Argentina fue el IKA Rambler. Una prueba en carretera de un IKA Rambler Classic 660 realizada por la revista automotriz argentina, Revista Parabrisas, describió diferencias significativas con las versiones de 1962, notando las nuevas líneas simples estilizadas y un diseño más fluido, además de concluir que es "brinda una conducción amplia y cómoda tanto para ciudad como para turismo, así como, dependiendo del conductor, puede ser deportiva".
En junio de 1966 IKA lanzó una versión especial en Taxi del Rambler Classic en Buenos Aires. Los automóviles modificados por IKA incluían tren de rodaje reforzado, interior de vinilo y accesorios específicos para taxis. Funcionaban con el motor estándar "Tornado" (OHC) de 230 plg³ (3,8 L) fabricado por IKA.

### Australia

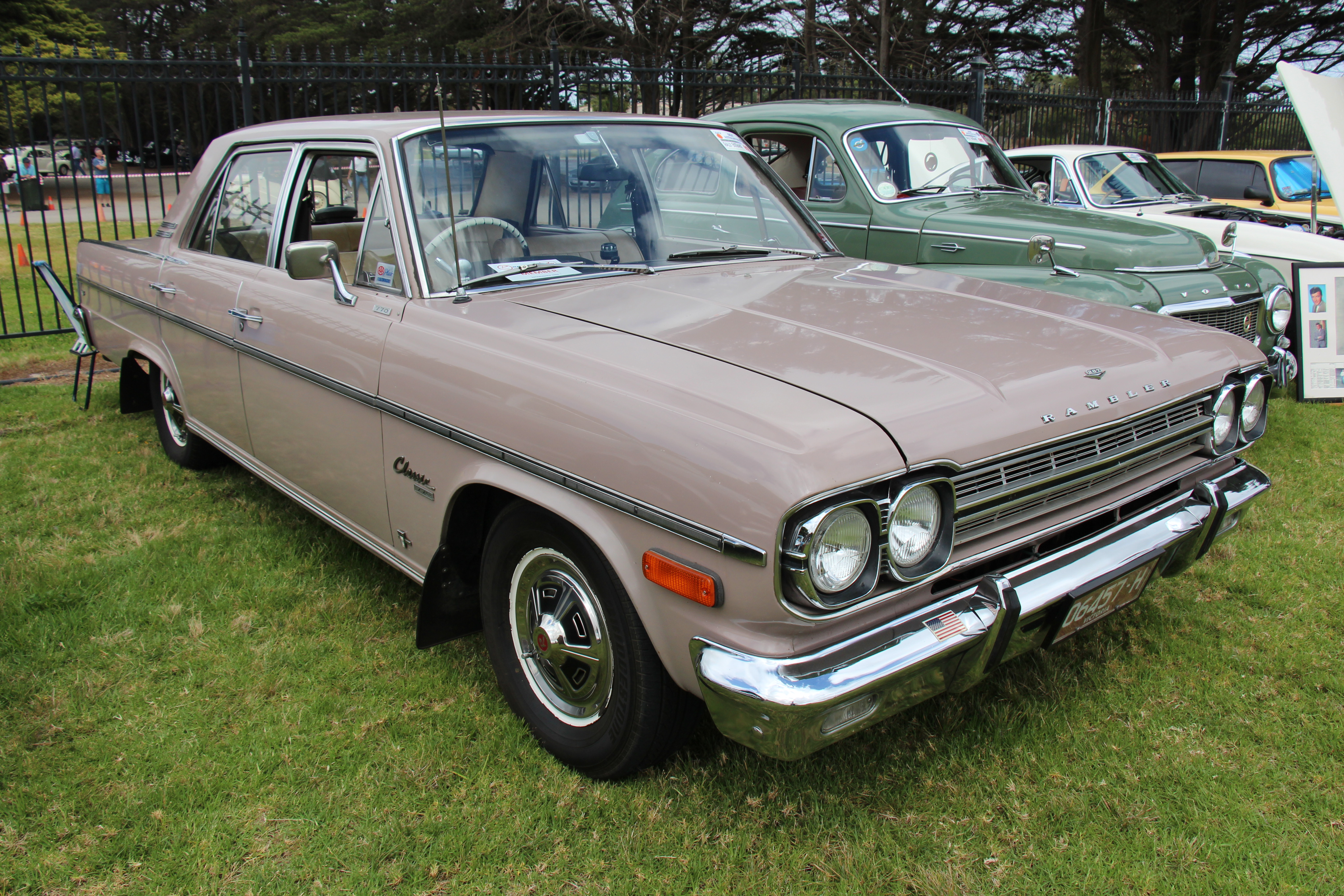
Rambler Classic 770 de 1966 con volante a la derecha en Australia

Los Rambler Classic fueron ensamblados por Australian Motor Industries (AMI) en Australia desde 1961, siendo producidos a partir de kits semi montados. Los vehículos eran ensamblados y pintados parcialmente en la fábrica de AMC en Kenosha, Wisconsin. Fueron construidos con el volante a la derecha y la carrocería tenía instalado el motor, la transmisión, la suspensión delantera, el eje trasero y las puertas. Algunos de los otros componentes se empaquetaron y enviaron dentro del automóvil para que AMI los ensamblara. Los componentes interiores, como la tapicería y otras piezas, se adquirieron localmente para obtener concesiones arancelarias de importación. Los automóviles australianos también estaban equipados con luces intermitentes traseras ámbar para cumplir con los estándares de seguridad en Australia.
Las versiones ensambladas en Australia eran idénticas en apariencia a los modelos estadounidenses a lo largo de las tres generaciones producidas. Los precios base de los Rambler Classic bajaron con la introducción de los modelos rediseñados de 1963 debido a la eliminación de algunos equipos estándar, como los asientos delanteros reclinables y la calefacción. Había dos estilos de carrocería de cuatro puertas disponibles: sedán y familiar. Se ofreció un Classic sedán en Australia por primera vez con transmisión manual. Sin embargo, el modelo más vendido fue el Classic sedán con motor de seis cilindros y transmisión automática. Los AMI Rambler Classic exhibieron altos estándares de ensamblaje y acabado.
Además, la planta de Brampton (Ontario) de AMC en Canadá envió a Australia en 1964 y 1965 un total de 8 unidades del Classic 770 con techo rígido y volante a la derecha completamente ensamblados.
AMI también actuó como distribuidor estatal de Rambler en el Estado de Victoria. Las ventas de Rambler para Nueva Gales del Sur fueron administradas por la empresa de Sídney Grenville Motors Pty Ltd, que también era el distribuidor estatal de Rover y Land Rover. Grenville, que estaba en comunicación directa con AMI, controlaba una red de distribuidores de Sídney y de la región de Nueva Gales del Sur.
Las ventas en el Territorio de la Capital Australiana fueron administradas por Betterview Pty Ltd en Canberra. Annand & Thompson Pty Ltd en Brisbane distribuyó vehículos Rambler para Queensland. Las ventas de Australia Meridional fueron administradas por Champions Pty Ltd en Adelaida. Premier Motors Pty Ltd en Perth distribuyó los Rambler en Australia Occidental, y Heathco Motors de Launceston distribuyó vehículos Rambler para Tasmania.

### Nueva Zelanda

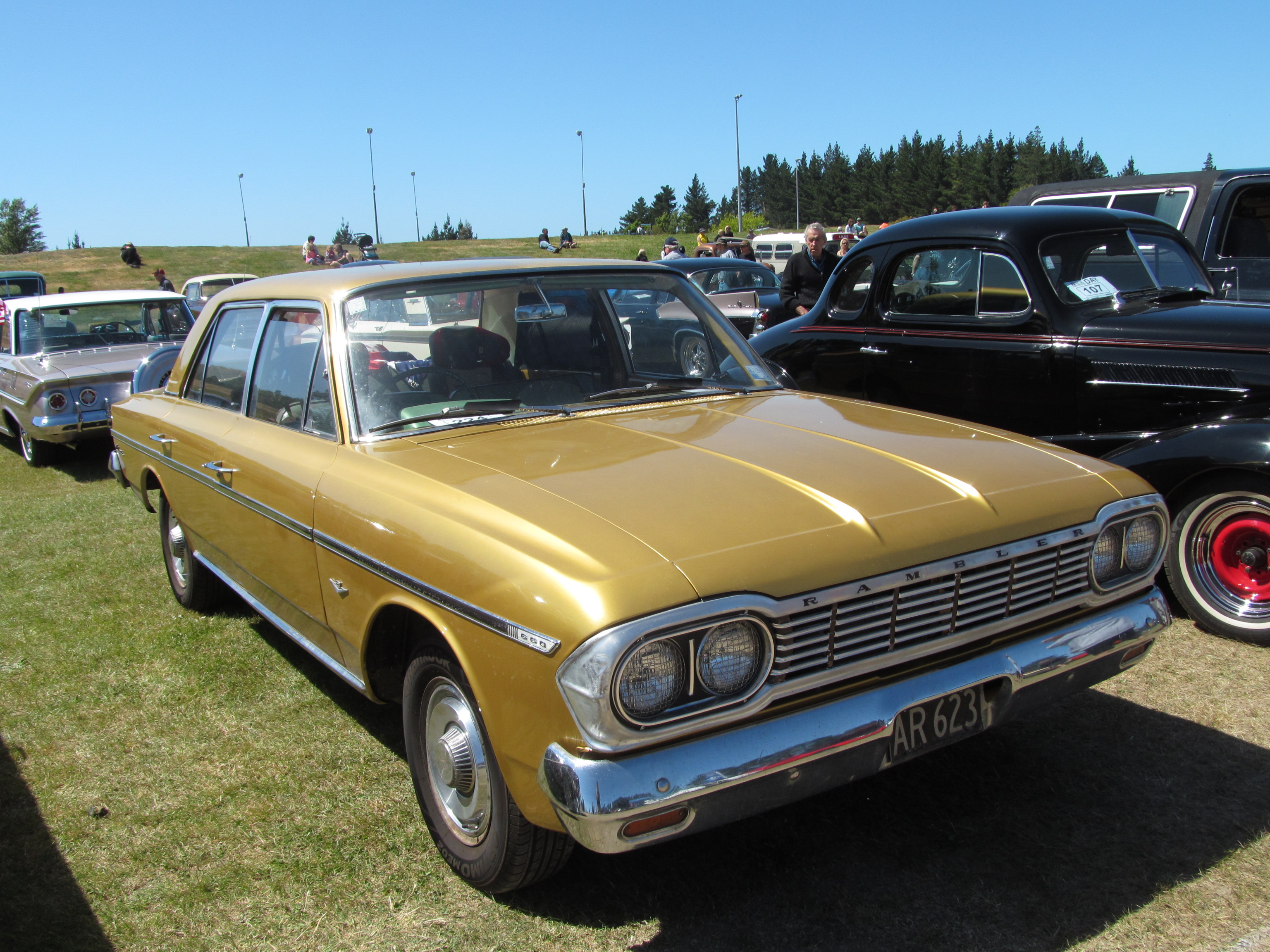
Rambler Classic de 1964 ensamblado en Nueva Zelanda con volante a la derecha

Los Rambler Classic fueron ensamblados hasta 1962 por la empresa neozelandesa VW Motors en su planta de montaje de Volkswagen situada en Otahuhu, Auckland.
En 1964 Campbell Motors, el importador de vehículos Studebaker y Willys-Overland Motors, construyó una planta en Thames (Nueva Zelanda) para ensamblar vehículos AMC. El negocio de ensamblaje se denominó Campbell Motor Industries (CMI), donde también se ensamblaron modelos de Peugeot y luego de Hino, Isuzu, Renault, Datsun y Toyota. El primer Rambler que salió de la línea fue un Rambler Classic en septiembre de 1964.
Al igual que Australia, los automóviles de Nueva Zelanda se ensamblaron a partir de kits procedentes de Kenosha. Los vehículos fueron parcialmente ensamblados y pintados en la fábrica, siendo construidos con volante a la derecha. La carrocería traía instalados el motor, la transmisión, la suspensión delantera, el eje trasero y las puertas. Algunos de los otros componentes se empaquetaron y enviaron dentro del automóvil para que CMI los ensamblara. A diferencia de Australia, el equipamiento interior también se suministró con los kits desmontables, ya que la industria de motores en Nueva Zelanda había dejado de existir desde finales de la década de 1930 tras la desaparición de la construcción de autocares local debido a la preferencia por las importaciones completas. Por lo tanto, los Rambler ensamblados en Nueva Zelanda son más "estadounidenses" que sus equivalentes australianos. Para 1966, CMI ensambló 336 Rambler Classic destinados al mercado de Nueva Zelanda, solo un poco menos que los Datsun y Peugeot que también ensamblaron en el mismo año.

### Chile
El montaje de vehículos Rambler comenzó en Chile a principios de 1964 bajo una sociedad entre AMC y Renault. El Rambler Classic se ensambló junto con los vehículos Renault en la planta de Indauto en Arica. La producción de vehículos se transfirió a Automotores Franco Chilena en Los Andes, Santiago de Chile, después de 1967.

### Costa Rica
A partir de 1959, Purdy Motor, propiedad de Xavier Quirós Oreamuno, distribuyó vehículos Rambler en Costa Rica. Muchas naciones de América Central y del Sur establecieron regulaciones de contenido local durante la década de 1960. Estas leyes requerían de forma efectiva que los automóviles vendidos en esos mercados fueran ensamblados localmente a partir de kits. Una nueva compañía, ECASA, fue establecida en 1964 por Oreamuno, y para septiembre de 1965, el primer vehículo construido en Costa Rica fue un Rambler Classic 660 de 1964 que aún existe. La empresa ensambló Rambler Classics hasta 1969 y otros modelos de AMC hasta 1974, así como los Corona y Land Cruiser de Toyota. En 1973, Toyota adquirió el 20% de ECASA.

### Europa

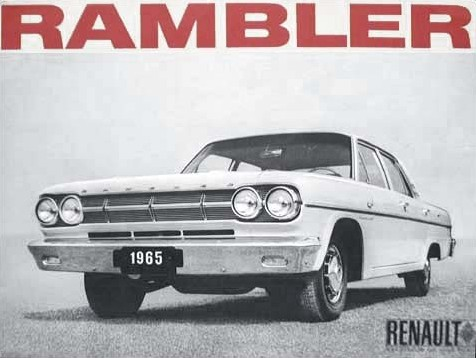
Folleto del Renault Rambler de 1965

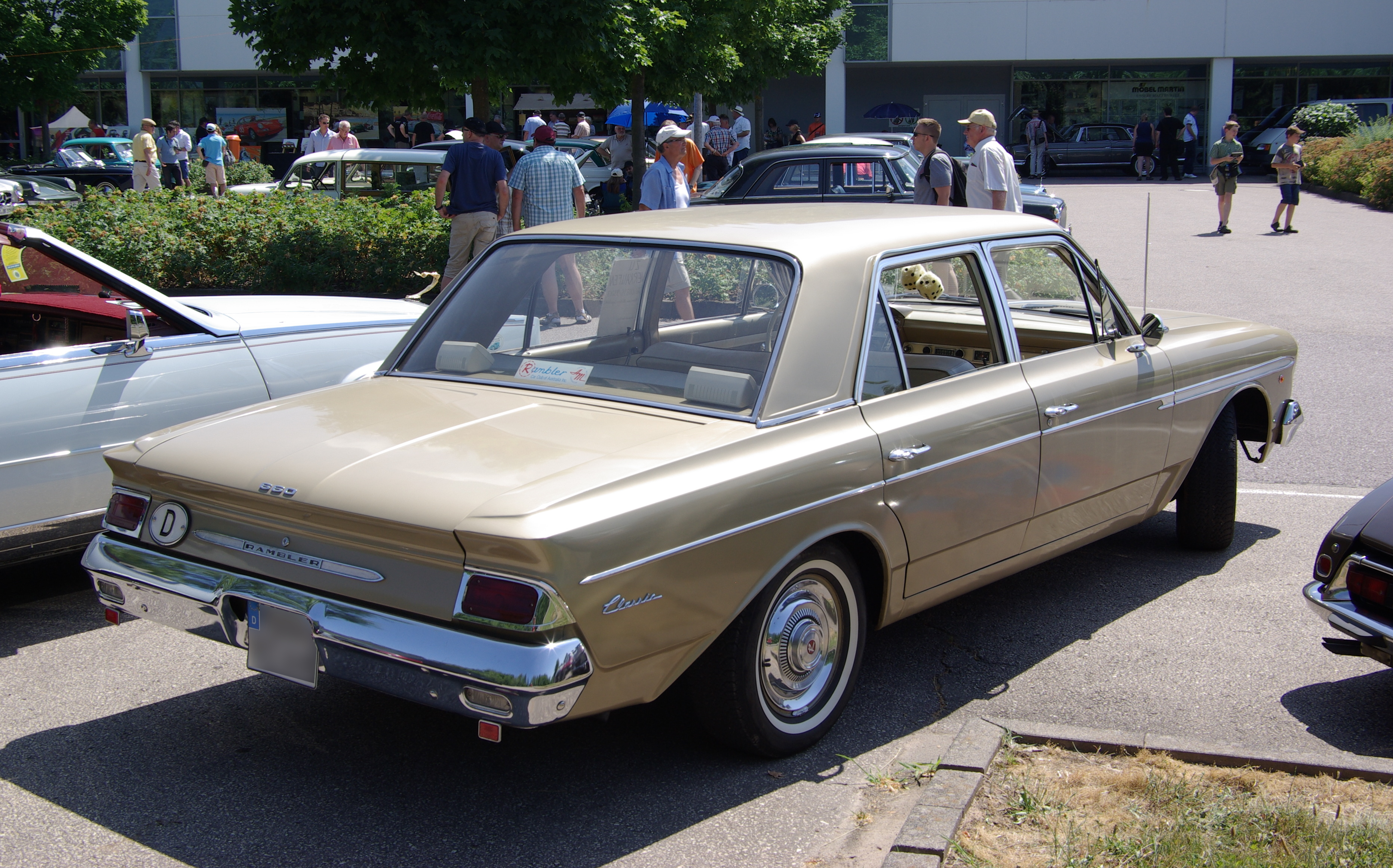
Rambler de 1963 en Alemania

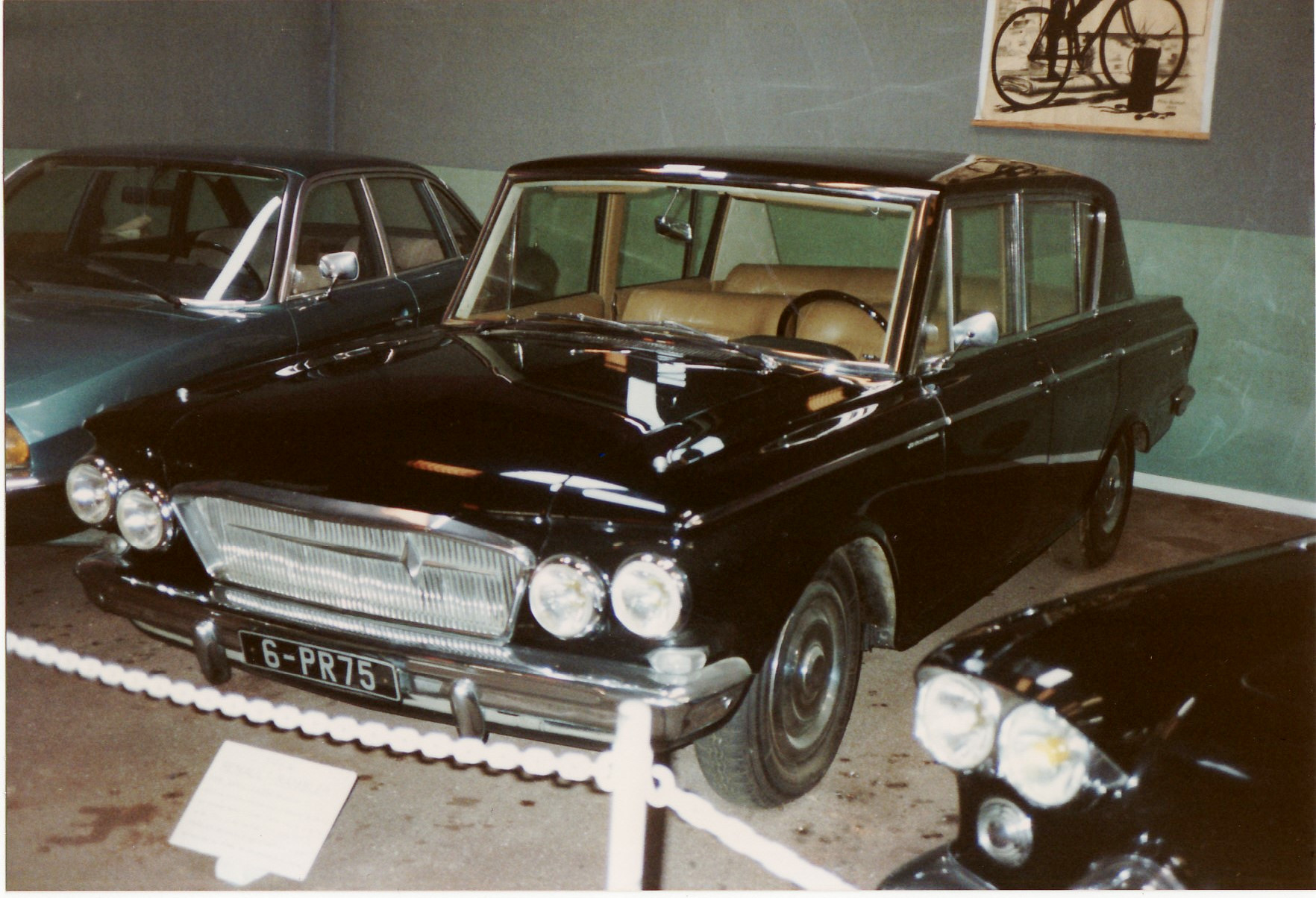
Rambler Renault Presidencial de 1962

Las tres generaciones del Rambler Classic se ensamblaron a partir de kits CKD (Completely Knocked Down) de Renault en la factoría de Haren (Bélgica) a partir de 1962, y se vendieron a través de los concesionarios Renault en Argelia, Austria, Bélgica, Francia, Países Bajos y Luxemburgo.
El fabricante de automóviles francés ya no tenía un automóvil grande en su propia gama de modelos y se eligió el Rambler Classic por sus características de "estilo europeo" y se vendió como "automóvil ejecutivo" en los mercados de Renault, y con la insignia "Rambler Renault", bajo los términos de un acuerdo de cooperación celebrado entre los dos fabricantes de automóviles el 21 de noviembre de 1961.
El carrocero francés Henri Chapron modificó los sedán Rambler de 1962 para que sirvieran como limusinas presidenciales para el gobierno de Charles de Gaulle. Las modificaciones incluyeron una parrilla personalizada y una sola tira cromada en toda la longitud del costado de la carrocería, un techo elevado, así como la eliminación de la ventana trasera panorámica original por un vidrio trasero recto enmarcado por unos grandes pilares C. Uno de los objetivos de Renault, el fabricante de automóviles estatal en ese momento, era recuperar el segmento del mercado francés de limusinas en manos de Citroën. Sin embargo, De Gaulle seleccionó el Citroën, un poco menos espacioso.

### México
Willys Mexicana S.A. tenía acuerdos con AMC para ensamblar los modelos compactos Rambler American y comenzó a prepararse para la introducción del Rambler Classic más grande al mercado mexicano en 1963. Durante este tiempo, el fabricante de automóviles se convirtió en VAM. Dado que coincidió con el lanzamiento de la segunda generación del U.S. Classic, el VAM Classic se convirtió en el segundo producto de AMC fabricado por VAM en México. El nuevo modelo se enfocó como el compañero de lujo de la línea compacta Rambler American y como el automóvil insignia de VAM, ya que la línea Ambassador no se produjo en México. Una importante campaña de publicidad de VAM promocionó los modelos inaugurales de 1963 mencionando el premio Automóvil del Año de Motor Trend. El VAM Rambler Classic fue un éxito entre los consumidores y la prensa automotriz; obteniendo elogios por el espacio, la comodidad, el estilo y la ingeniería avanzada del automóvil, así como por su economía y valor.
Los Rambler Classic de 1963 estaban disponibles solo en diseños de carrocería sedán de dos y cuatro puertas, ambos llamados Rambler Classic 660. No había otros niveles de equipamiento o versiones disponibles. La combinación estándar de motor y transmisión era el motor I6 OHV de 195,6 plg³ (3,2 L) con un carburador de un solo cuerpo, que rendía 127 HP (95 kW; 129 CV) a 4200 rpm con una relación de compresión de 8.7:1 y acoplado a una transmisión manual de tres velocidades con palanca de cambios montada en la columna. La versión del 195.6 de seis cilindros y carburador de dos cuerpos rendía 138 HP (103 kW; 140 CV) y también estaba disponible a un costo adicional. El equipo estándar para todos incluía ventilación continua incorporada, frenos de tambor en las cuatro ruedas con circuitos dobles y un cilindro maestro doble, dirección manual, limpiaparabrisas y lavaparabrisas eléctricos, suspensión basada en resortes helicoidales, alfombras, asientos tipo banco delanteros y traseros con relleno de gomaespuma y muelles helicoidales, luces de posición laterales, luces de emergencia, luces de marcha atrás, volante de lujo con aro de bocina y emblema "R", velocímetro de 200 km/h, indicadores de temperatura de combustible y agua, ceniceros delanteros dobles, encendedor de cigarrillos, reloj eléctrico, radio AM, espejo retrovisor, apoyabrazos laterales delanteros y traseros, ceniceros traseros dobles, percheros dobles, luz de techo redonda, parasoles acolchados, espejo remoto del lado del conductor, así como un paquete de molduras brillantes. El equipo opcional incluía servo frenos, dirección asistida, cinturones de seguridad delanteros, calefacción, espejo con control remoto del lado del pasajero, protectores de parachoques, tubos de parachoques y cubiertas de ruedas completas.
Para el modelo de 1964, el VAM Rambler Classic incorporó las nuevas mejoras de estilo de sus modelos homólogos estadounidenses de AMC. La versión del motor I6 de 195,6 pulgadas cúbicas (3,2 L) y 138 HP (103 kW; 140 CV) con carburador de dos cuerpos se convirtió en estándar.
El modelo del año 1965 también siguió los cambios de estilo de los coches estadounidenses. El mayor cambio fue el nuevo motor AMC I6 de 232 plg³ (3,8 L) con siete cojinetes principales en la versión de 145 HP (108 kW; 147 CV) como equipo estándar y una versión de 155 HP (116 kW; 157 CV) con carburador de doble cuerpo como opcional. Los nuevos motores ahora se fabricaron en la propia fábrica de VAM, construida en 1964 en el municipio de Lerma. Los nuevos motores reemplazaron a los motores I6 de 195.6 pulgadas cúbicas con culata en L y OHV importados en los vehículos de VAM.
Los coches cambiaron de nombre en 1966, pasando de ser Rambler Classic 660 a denominarse Rambler Classic 770. A pesar de la actualización del "nivel de equipamiento", el coche era prácticamente el mismo. Los vehículos se volvieron progresivamente más lujosos con el paso de los años. El Rambler Classic 770 de dos puertas presentaba asientos delanteros reclinables individuales y su estrategia de mercado se centró en la deportividad, marcando por primera vez una diferencia entre los dos estilos de carrocería además del número de puertas.
El VAM Rambler Classic no estaba disponible en México como familiar de techo rígido de dos puertas, convertible de dos puertas o familiar de cuatro puertas. Los fastback del Marlin basados en el Rambler Classic tampoco fueron producidos por VAM, al igual que los modelos Ambassador de 1963-1964 basados en la misma plataforma. El modelo Rambler Classic gozó de popularidad y una imagen positiva entre el público mexicano. Por esta razón, en 1967, con la llegada de la línea Rebel de AMC completamente nueva al segmento de mercado de los coches medianos, VAM continuó con el nombre Rambler Classic para sus nuevos automóviles.

### Noruega
Los Rambler fueron importados a Noruega durante las décadas de 1950 y 1960 por el importador Kolberg & Caspary AS ubicado en Ås. Kolberg & Caspary se formó en 1906 e importaba productos automotrices, industriales y de construcción. El Rambler Classic se importó desde 1963 hasta 1966, aunque la mayoría de ellos se recibieron entre 1963 y 1965. Un total de 558 automóviles se llevaron a Noruega en 1966. Los Rambler Ambassador, American y Rebel también se importaron en pequeñas cantidades.

### Perú
Los Rambler fueron comercializados en Perú durante la década de 1960 por Rambler del Peru SA, siendo vendidos y reparados por una red de 13 distribuidores. En enero de 1966, Renault y AMC crearon Industria Automotriz Peruana S.A. para ensamblar localmente vehículos Renault, AMC y Peugeot. Solo se produjeron pequeñas cantidades de las tres marcas, con los vehículos AMC que ascendieron a 750 unidades construidas entre 1966 y 1970, incluido el Rambler Classic.

### Filipinas
Si bien Filipinas fue casi exclusivamente un mercado de automóviles estadounidense hasta 1941, los años posteriores a la Segunda Guerra Mundial vieron la afluencia al mercado local de automóviles europeos. A pesar de la saturación de marcas internacionales, American Motors Corporation logró consolidar su presencia y el Rambler Classic y el Rambler American fueron ensamblados localmente por Luzon Machineries Inc. en Manila durante la década de 1960.

### Reino Unido
El Rambler Classic y el Rambler American fueron importados por primera vez al Reino Unido por la empresa londinense Nash Concessionaires Ltd, que había sido anteriormente el importador británico de vehículos Nash. Los vehículos del Reino Unido se importaron con el volante a la derecha de fábrica desde la planta de Brampton en Canadá. De hecho, en la placa del tablero figuraba el rótulo "Rambler of Canada". La compañía también participó en la exportación del Nash Metropolitan de fabricación británica a los Estados Unidos.
 La berlina Classic '6' de 1961 (sedán) se vendió por £ 1798 y la camioneta Classic se vendió por £ 1963.
Rambler Motors (A.M.C) Ltd de Chiswick en el oeste de Londres, había ensamblado vehículos con motor Hudson para el mercado del Reino Unido desde 1926. La empresa se convirtió en una subsidiaria de AMC en 1961 y cambió su nombre a Rambler Motors (A.M.C) Ltd en 1966. Rambler Motors pasó a importar vehículos AMC con volante a la derecha de fábrica desde 1961 hasta la década de 1970. Las piezas y repuestos se suministraron localmente desde el centro de servicio de Chiswick ubicado en la Great West Road para todo el Reino Unido, Europa y Oriente Medio. Además de las piezas de Rambler, el servicio de repuestos también cubría las piezas de Hudson, Nash y del Austin Metropolitan.

### Venezuela
Los Rambler se ensamblaron en Venezuela a partir de mayo de 1963 bajo una sociedad formada por el gobierno venezolano, AMC y Renault. La sociedad Automóvil de Francia construyó una planta de ensamblaje en Mariara, a unos 100 kilómetros (62,1 mi) al norte de Caracas, para construir vehículos AMC y Renault, incluido el Rambler Classic. Las asociaciones con AMC para construir sus vehículos localmente continuaron durante la década de 1960 y principios de la de 1970 y, como sucedió con todos los mercados de exportación, los vehículos continuaron en Venezuela con la marca "Rambler" incluso después de que AMC dejara de utilizar el nombre después de 1969.

## Propietarios famosos
- El excandidato presidencial de EE. UU., Mitt Romney, recibió su primer automóvil en 1965 mientras estudiaba en la Universidad Brigham Young, un Rambler Classic de 1963 que había sido de su padre, el presidente de AMC George Romney.[80][81]

## Coleccionismo
Los Rambler Classic comparten numerosas piezas y componentes con otros modelos de AMC. Las piezas nuevas son relativamente abundantes y varios proveedores se han especializado en recambios de AMC. También hay clubes de automóviles AMC activos para ayudar a los propietarios. "Admirados durante mucho tiempo por su simplicidad, enfoque de diseño utilitario y facilidad de servicio, los Rambler de principios de la década de 1960 son una forma económica de iniciarse en el pasatiempo de los coches de colección".
Entre los modelos más coleccionables se encuentran el Typhoon con techo rígido de 1964, y así como los modelos de techo rígido y los convertibles Rambler Classic de 1965-1966. En las subastas de coleccionistas, los Rambler Classic que se encuentran en su estado original, como un convertible de 1965 de bajo kilometraje, pueden alcanzar valores elevados a pesar de no considerarse como vehículos de primera fila.